# خيسوس مارتينيز (ملاكم)
خيسوس مارتينيز (بالإسبانية: Jesús Martínez)‏ مواليد 19 يناير 1976 في ولاية دورانغو، هو ملاكم محترف مكسيكي معتزل. شارك في دورة الألعاب الأولمبية الصيفية سنة 1996.

## إحصائيات
خاض خلال مسيرته 25 نزالا، فاز في 18 وخسر في 7. فاز بالضربة القاضية في 11 نزالا.

## روابط خارجية
- خيسوس مارتينيز على موقع بوكس ريك (الإنجليزية) (registration required)
- خيسوس مارتينيز على موقع أوليمبيديا (الإنجليزية)